# Кумдыколь (озеро)
Кумдыколь (каз. Құмдыкөл) — озеро в Тимирязевском районе Северо-Казахстанской области Казахстана. Находится в 17 км к северо-востоку от села Анновка и в 10 км к юго-востоку села Целинное.
По данным топографической съёмки 1945 года, площадь поверхности озера составляет 3,31 км². Наибольшая длина озера — 2,1 км, наибольшая ширина — 2 км. Длина береговой линии составляет 7 км, развитие береговой линии — 1,08. Озеро расположено на высоте 165,4 м над уровнем моря.